# 운동 기능
운동 기능 또는 모터 스킬(motor skill)은 특정 작업을 수행하기 위해 신체 근육의 특정 움직임을 포함하는 기능이다. 이러한 작업에는 걷기, 달리기, 자전거 타기가 포함될 수 있다. 이 기술을 수행하려면 신체의 신경계, 근육, 뇌가 모두 함께 작동해야 한다. 운동 기능의 목표는 성공률, 정확성에 따라 기술을 수행하는 능력을 최적화하고 수행에 필요한 에너지 소비를 줄이는 것이다. 수행은 운동 기능이나 작업을 실행하는 행위이다. 특정 운동 기능을 지속적으로 연습하면 수행 능력이 크게 향상되어 운동 학습이 가능해진다. 운동 학습은 지속적인 연습이나 경험의 결과로 기술을 수행하는 능력의 비교적 영구적인 변화이다.

## 같이 보기
- 근육 기억
- 운동계
- 피아제의 인지 발달론